# María Guardiola Martín
María Guardiola Martín ([maˈɾia ɣwaɾˈðjola maɾˈtin]), née le 5 décembre 1978 à Cáceres, est une femme politique espagnole, membre du Parti populaire (PP). Elle est présidente d'Estrémadure depuis 2023.
Après une carrière de fonctionnaire dans l'administration régionale d'Estrémadure, elle occupe deux postes de secrétaire général dans l'administration gouvernementale, entre 2012 — année de son adhésion au PP — et 2015. Elle obtient, cette année-là, son premier mandat électif, comme conseillère municipale de Cáceres. Jusqu'en 2019, elle est déléguée à l'Économie, puis elle passe dans l'opposition.
En 2022, elle postule à la présidence du Parti populaire d'Estrémadure. Soutenue par la direction nationale du parti et par le sortant, José Antonio Monago, elle est la seule candidate à se présenter et obtient 97,7 % des voix. Aux élections autonomiques de 2023, elle arrive deuxième en voix et ex æquo en sièges avec le Parti socialiste. Afin d'accéder au pouvoir, elle conclut un accord de coalition avec Vox, en dépit de plusieurs déclarations où elle assurait ne pas souhaiter en arriver là.

## Vie privée
María Guardiola Martín naît le 5 décembre 1978 à Cáceres. Quand elle a trois ans, son père quitte sa mère, et celle-ci est contrainte de retourner vivre chez sa propre mère. Plus tard, elle refera sa vie avec un homme que María Guardiola présente comme son véritable père.
Elle est mariée avec un employé de la banque BBVA et mère de deux enfants.

## Études et vie professionnelle
María Guardiola effectue sa scolarité à Cáceres, dans un établissement privé géré par l'ordre des Carmes déchaux. Elle étudie ensuite à l'université d'Estrémadure, où elle est diplômée en administration et direction des entreprises, et en sciences commerciales.
Au cours de ses études supérieures, elle donne des cours particuliers de mathématiques afin de payer ses leçons de conduite. Elle travaille également comme livreuse d'annuaires téléphoniques et vendeuse dans de grands magasins.
À la fin de son cursus universitaire, elle obtient l'une des meilleures moyennes de sa promotion, ce qui lui permet d'être embauchée comme contractuelle dans l'administration de la Junte d'Estrémadure. Elle passe ensuite les concours d'entrée dans la fonction publique régionale, et réussit celui d'économiste supérieure. Elle occupe successivement les postes de chef du service des Personnes âgées du département de la Santé, de chef de l'unité de Gestion économique et budgétaire du secrétariat général du service régional de la Dépendance (SEPAD), de chef du service de Gestion budgétaire du département de l'Emploi, et de chef de la section de Promotion de la recherche et développement du département de l'Économie.

## Engagement politique

### Haute fonctionnaire d'Estrémadure puis élue locale
En 2012, après que José Antonio Monago est devenu le premier président d'Estrémadure issu du Parti populaire (PP), María Guardiola devient secrétaire générale à l'Économie et aux Finances de la Junte d'Estrémadure. Elle est nommée secrétaire générale à la Science et à la Technologie en 2014. Au cours de cette même année, elle adhère au PP, sur recommandation de la vice-présidente de la Junte, Cristina Teniente.
Pour les élections municipales du 24 mai 2015, elle est investie en 4e position sur la liste de la maire sortante de Cáceres, Elena Nevado (es) . À la suite du scrutin, Elena Nevado fait d'elle un pilier de son équipe, en la nommant conseillère municipale déléguée à l'Économie et à l'Innovation et au développement technologique, lui confiant la responsabilité du budget municipal et de la gestion des fonds européens.
Dans la perspective des élections municipales du 26 mai 2019, alors qu'elle avait laissé entendre à son entourage qu'elle souhaitait arrêter la politique, elle est investie en 2e position sur la liste du PP que conduit Rafael Mateos, dont elle est considérée comme très proche. Le scrutin voit cependant l'alternance à la mairie, au profit du Parti socialiste ouvrier espagnol (PSOE).

### Présidente du Parti populaire d'Estrémadure
Au début de l'année 2022, María Guardiola prépare sa candidature au congrès du Parti populaire d'Estrémadure (PP-E), prévu en cours d'année. Elle dispose du soutien des présidents du PP dans les provinces de Badajoz et de Cáceres, et fait face au maire de Plasencia, Fernando Pizarro. Bénéficiant de la recommandation d'Alberto Casero, secrétaire national à l'Organisation, auprès du secrétaire général Teodoro García Egea, sa candidature est imposée mi-mai par la direction nationale du PP, qui préfère son profil politique et personnel dans un territoire historiquement dominé par le Parti socialiste.
Fernando Pizarro renonce publiquement à se présenter le 2 juin. Dès le lendemain, le président du PP-E, José Antonio Monago, annonce convoquer le XIIIe congrès régional pour le 16 juillet et confirme qu'il ne sera pas candidat à un nouveau mandat, après quatorze années en fonction. Le 10 juin, María Guardiola présente officiellement sa candidature à la présidence du PP-E, lors d'un meeting à Guadalupe en présence de Monago. Elle est proclamée candidate unique le 18 juin par le comité d'organisation, qui constate qu'elle a déposé plus de 3 000 parrainages militants et annule en conséquence les primaires prévues le 1er juillet. Elle est formellement élue présidente le 16 juillet par 97,7 % des suffrages exprimés des délégués, lors d'un congrès auquel assistent Juanma Moreno et Alfonso Fernández Mañueco et que clôt le président national du PP, Alberto Núñez Feijóo. Elle démissionne juste après du conseil municipal de Cáceres.
En raison de son absence quasi-totale de notoriété dans le parti et dans la société, de sa candidature inattendue, de son âge et de son programme centré sur une réduction drastique de la fiscalité régionale, elle est surnommée par une partie de la presse « la Ayuso d'Estrémadure », en référence à la présidente de la communauté de Madrid, Isabel Díaz Ayuso, et à sa désignation inattendue comme cheffe de file électorale en 2019,. Elle réfute cette comparaison, affirmant ne pas ressembler à Ayuso et vouloir être « la María d'Estrémadure ».

### Présidente d'Estrémadure

#### Élections de 2023 et pacte avec Vox

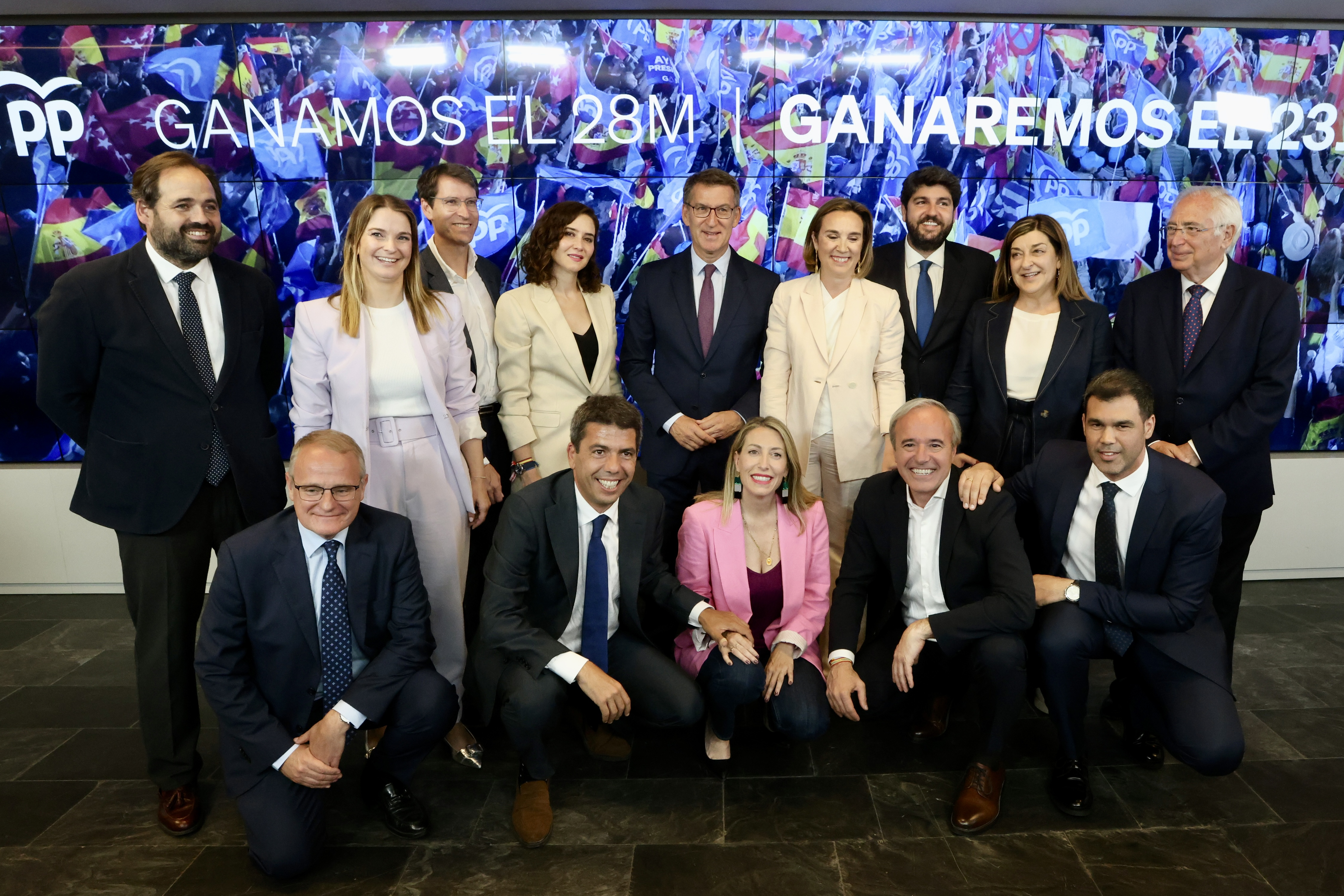
María Guardiola fait partie des chefs de file du PP aux élections autonomiques de 2023.

Aux élections autonomiques du 28 mai 2023, María Guardiola est tête de liste dans la circonscription de Cáceres. Lors du scrutin, le Parti populaire fait élire 28 députés sur 65, soit huit de plus qu'en 2019 et autant que le Parti socialiste du président sortant, Guillermo Fernández Vara. Pour accéder au pouvoir, María Guardiola doit réunir la majorité absolue des parlementaires, donc obtenir le soutien du parti Vox, qui dispose de 5 députés dans la nouvelle Assemblée. Trois jours plus tard, elle revendique de former un gouvernement en solitaire, se disant disposée à négocier avec Vox et que son principal engagement est d'empêcher un nouveau mandat de Guillermo Fernández Vara.
Lors de sa première rencontre avec Vox, elle laisse apparaître de nombreux désaccords, notamment dans le domaine des questions de société, puisqu'elle refuse de remettre en cause les droits des personnes LGBT, l'existence des violences de genre, le droit à l'interruption volontaire de grossesse ou encore le statut des personnes immigrées. Le 19 juin, elle propose à Vox un accord programmatique en 15 points, qui prévoit également que ce dernier occupe la présidence de l'Assemblée en échange de ne pas entrer au gouvernement, ce que Vox refuse aussitôt. Le lendemain — après que la socialiste Blanca Martín Delgado a été élue présidente de l'Assemblée en raison des divisions de la droite —, elle déclare publiquement qu'elle ne formera pas de coalition avec Vox, car elle ne peut « laisser entrer au gouvernement des personnes qui nient la violence machiste, qui déshumanisent les migrants, qui déploient une immense affiche où ils jettent le drapeau LGBT à la poubelle », affirmant être prête à retourner aux urnes si besoin.
Elle reçoit rapidement le soutien du président du PP, Alberto Núñez Feijóo, considérant les requêtes de Vox « déraisonnables ». Critiquée en interne, elle annonce le 22 juin qu'elle convoque, cinq jours plus tard, une réunion extraordinaire de la commission exécutive et du comité directeur du PP-E, ouverte à tous les militants. À la veille de cette réunion, elle annule la convocation et adresse aux militants un courrier dans lequel elle reconnaît qu'un accord avec Vox « est indispensable ». Elle ajoute le lendemain, devant la presse, que « Vox est un parti constitutionnel avec lequel [elle veut se] mettre d'accord ». Le PP et Vox concluent finalement un accord de coalition le 30 juin, qui prévoit notamment de céder à Vox un département, chargé de la Gestion forestière et du Monde rural. Interrogée sur ses précédentes déclarations, María Guardiola affirme que « [sa] parole vaut moins que le futur de l'Estrémadure » et dit « comprendre et assumer » que des gens se sentent déçus par son entente avec Vox.

#### Investiture

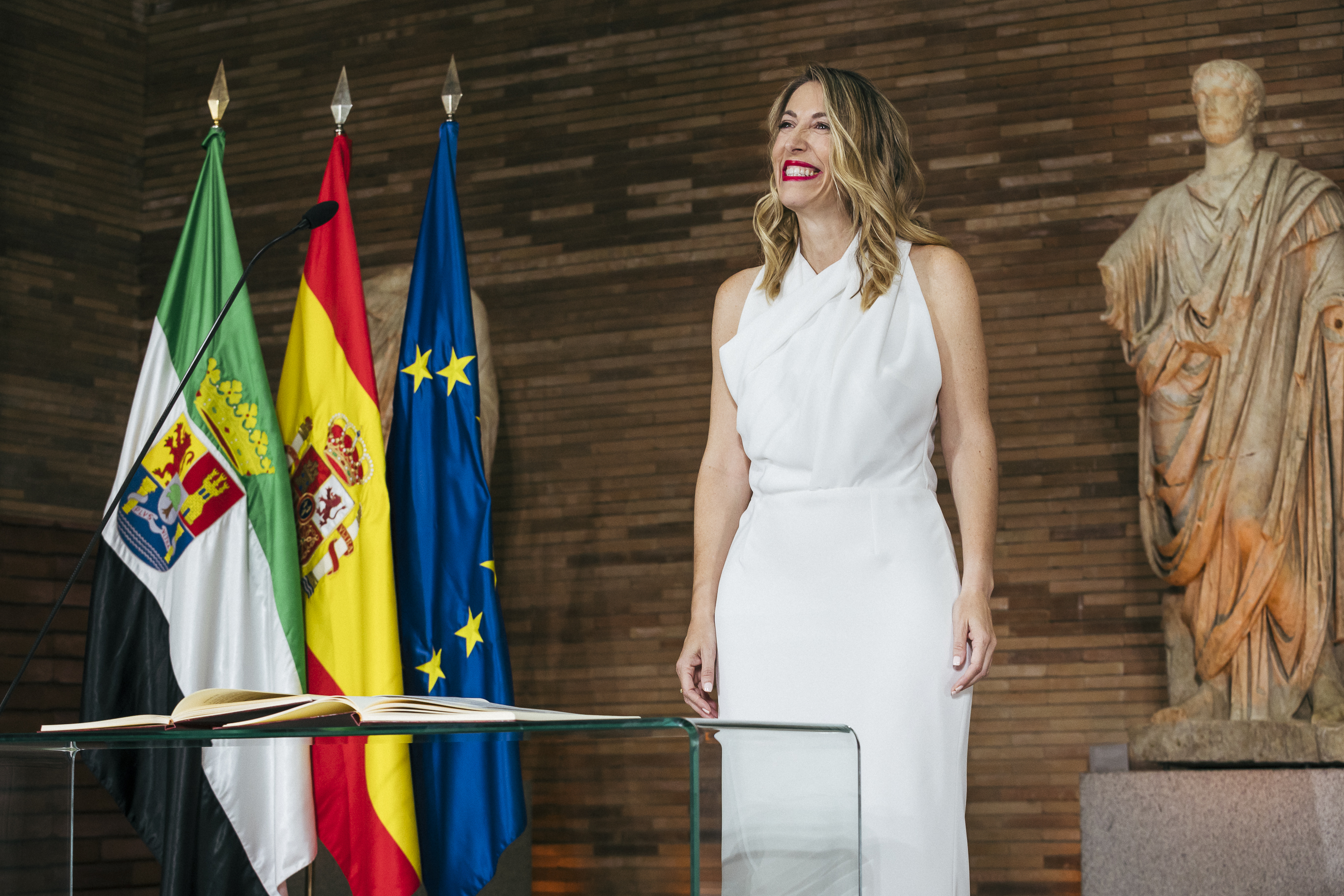
María Guardiola devient présidente d'Estrémadure en juillet 2023.

Quelques heures après la ratification de l'accord entre le PP et Vox, Guillermo Fernández Vara appelle à une nouvelle consultation des forces politiques parlementaires, alors qu'il avait été proposé comme candidat à l'investiture de l'Assemblée. Blanca Martín Delgado annonce trois jours plus tard qu'elle convoque pour le lendemain, 4 juillet, une série de rencontres avec les dirigeants des partis disposant d'une représentation à l'Assemblée. À l'issue de ses consultations, elle propose la candidature de María Guardiola à la présidence de la communauté autonome et convoque le débat d'investiture les 13 et 14 juillet.
María Guardiola prononce son discours de politique générale le 13 juillet, dans lequel elle présente un décalogue de « défis fondamentaux » et annonce qu'elle assumera directement les compétences relatives à l'égalité entre les femmes et les hommes, qu'elle revendiquera la construction d'un certain nombre d'autovías, qu'elle diminuera la fiscalité régionale ou encore qu'elle fera voter une loi pour lutter contre l'exode rural. Elle est effectivement élue présidente d'Estrémadure le lendemain, par 33 voix pour et 32 voix contre, bénéficiant des voix du PP et de Vox et devenant la première femme à occuper ce poste.

#### Mandat
María Guardiola prête serment le 17 juillet devant 500 personnes, réunies au musée national d'Art romain de Mérida, mais en l'absence des principales figures du PP, alors en pleine campagne électorale.
Le 20 juillet, elle dévoile la composition de son gouvernement, qui comprend six femmes et trois hommes, et une majorité de profils techniques. Aucun des neufs conseillers ne reçoit le titre de vice-président.
Vox rompt la coalition le 11 juillet 2024, s'opposant à la répartition de quelques centaines de mineurs non accompagnés avec l'accord des présidents de communauté autonome issus du PP. Dès le lendemain, l'unique conseiller issu de Vox annonce son maintien en fonction et son retrait du parti.